# Der Rächer der Todesschlucht
Der Rächer der Todesschlucht (Originaltitel: Albuquerque) ist ein US-amerikanischer Western aus dem Jahr 1948 von Ray Enright mit Randolph Scott und Barbara Britton in den Hauptrollen. Der Film wurde von Clarion Productions produziert und basiert auf dem 1940 veröffentlichten Roman Dead Freight for Piute von Luke Short.

## Handlung
New Mexico, 1878. Auf dem Weg nach Albuquerque wird eine Postkutsche überfallen. Der Passagier Cole Armin bekämpft die Räuber, die einen der Reisenden erschießen, kann aber nicht verhindern, dass der Mitpassagierin Celia Wallace 10.000 Dollar gestohlen werden. Als die Pferde mit der Kutsche durchgehen, kann Cole die kleine Myrtle Walton retten.
In Albuquerque erfahren Celia und ihr Bruder Ted, dass Cole Armin der Neffe von John Armin ist. Der skrupellose Fuhrunternehmer hat durch kriminelle Handlungen seine Konkurrenten in den Ruin getrieben. In Jackson, einem von John Armins Männern, erkennt Cole einen der Postkutschenräuber und lässt ihn festnehmen. Er verlangt von seinem Onkel die Herausgabe der 10.000 Dollar von Celia. Er gibt das Geld zurück und wird Teds Geschäftspartner.
In seiner Zelle droht Jackson über die Machenschaften seines Chefs auszupacken. Sheriff Linton lässt ihn entkommen, das gibt Steve Murkill, ebenfalls in Lohn bei John Armin, die Gelegenheit, Jackson zu töten. Letty Tyler spioniert für Armin bei Cole und Ted. Mit ihren Informationen kann Armin das Geschäft der beiden sabotieren. So wird eine Mine, für die Ted Fracht befördert, gesprengt. Bei dem Angriff wird Ted ins Bein geschossen.
Letty ist entsetzt, dass sie zur Komplizin bei einem Mordversuch gemacht wurde. Nach einem Streitgespräch mit Armin verlässt Letty das Büro, lässt aber ihre Handschuhe liegen. Die werden von Cole gefunden, der Letty aufsucht und zur Rede stellt. Zur gleichen Zeit legt Armin in seinem Büro Feuer und beschuldigt Cole der Brandstiftung. Der Sheriff verhaftet Cole, es kommt zu einer Gerichtsverhandlung. Letty gibt an, dass sich Cole zur Zeit des Brandes in ihrem Haus aufgehalten habe. Celia, mittlerweile in Cole verliebt, zieht sich traurig von ihm zurück.
Cole wird freigesprochen, ihm und seinem Onkel wird aber zur Auflage gemacht, keinerlei Gewalt mehr anzuwenden. Mit seinem Freund Juke sucht Cole eine Kundenmine auf, die auf einer Anhöhe liegt, um Fracht abzuholen. Celia hat erfahren, dass Matt Wayne und seine Bande von Armin beauftragt wurden, Cole in der Stadt zu attackieren. Sie eilt zu Cole und warnt ihn. Beim Abstieg kommt Juke beinahe durch eine manipulierte Bremse am Wagen ums Leben. 
Als Cole und Juke die Stadt erreichen, greift Wayne an. Bei der folgenden Schießerei, bei der Juke verletzt wird, kann Cole den Sheriff und Murkill töten. Der Kampf wird durch das Eintreffen von US-Kavallerie beendet. In dem Tumult wird auch Armin erschossen.

## Produktion
Gedreht wurde der Film von Mitte Januar bis Mitte März 1947 auf der Iverson Movie Ranch in Chatsworth, in Sedona, Arizona sowie in den Paramount-Studios in Hollywood.

## Stab und Besetzung
Frank Paul Sylos war der Art Director.
In kleinen nicht im Abspann erwähnten Nebenrollen traten Lane Chandler, Dick Elliott, Franklyn Farnum, Sam Lufkin und Forrest Taylor auf.

## Veröffentlichung
Die Premiere des Films fand am 2. Februar 1948 in Albuquerque statt. In der Bundesrepublik Deutschland kam er am 29. November 1955 in die Kinos.

## Kritiken
Das Lexikon des internationalen Films schrieb: „New Mexico als Schauplatz eines typischen Randolph-Scott-Westerns.“
Der Kritiker der The New York Times befand, der Film sei weder besonders gut noch besonders schlecht. Es gebe ein paar Schießereien und eine durchgehende Kutsche, die das ganze beleben, aber sie helfen nicht wirklich
Der TV Guide bemängelte die glanzlose Regie, die einen angenehmen Western  ausbremse.
Die Variety sah das Werk als stereotypen Western, durch die Besetzung und Farbe mit annehmbaren Anblicken.

## Synchronisation
Als Lon Chaney juniors deutsche Stimme kann Eduard Wandrey gehört werden.